# Vara d'Aaron

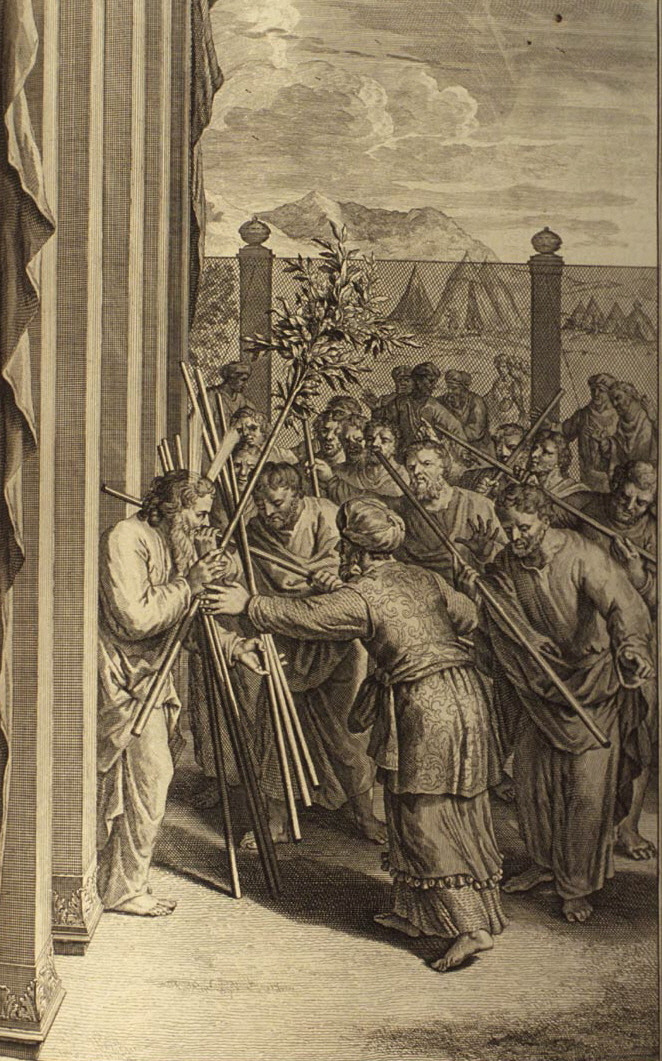
La vara d'Aaron brolla

La vara d'Aaron es refereix a qualsevol dels bastons que portà Aaron, el germà de Moisès, a la Torà. La Bíblia explica com, juntament amb la vara de Moisès, la vara d'Aaron va ser dotada d'un poder miraculós durant les deu plagues d'Egipte que van precedir l'Èxode. Hi ha dues ocasions en què la Bíblia parla del poder de la vara.

## Referències bíbliques

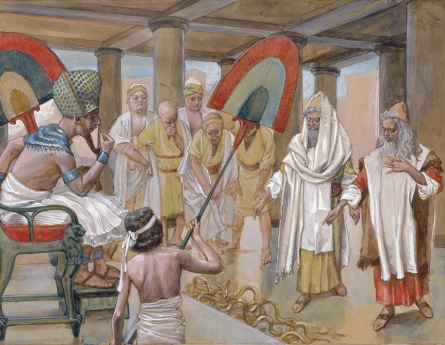
James Tissot, La vara d'Aaron devora les altres vares

## Modificació haggàdica

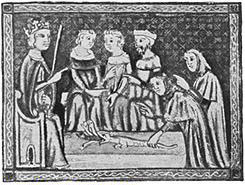
De la Hagadà de Sarajevo

## Ús cristià

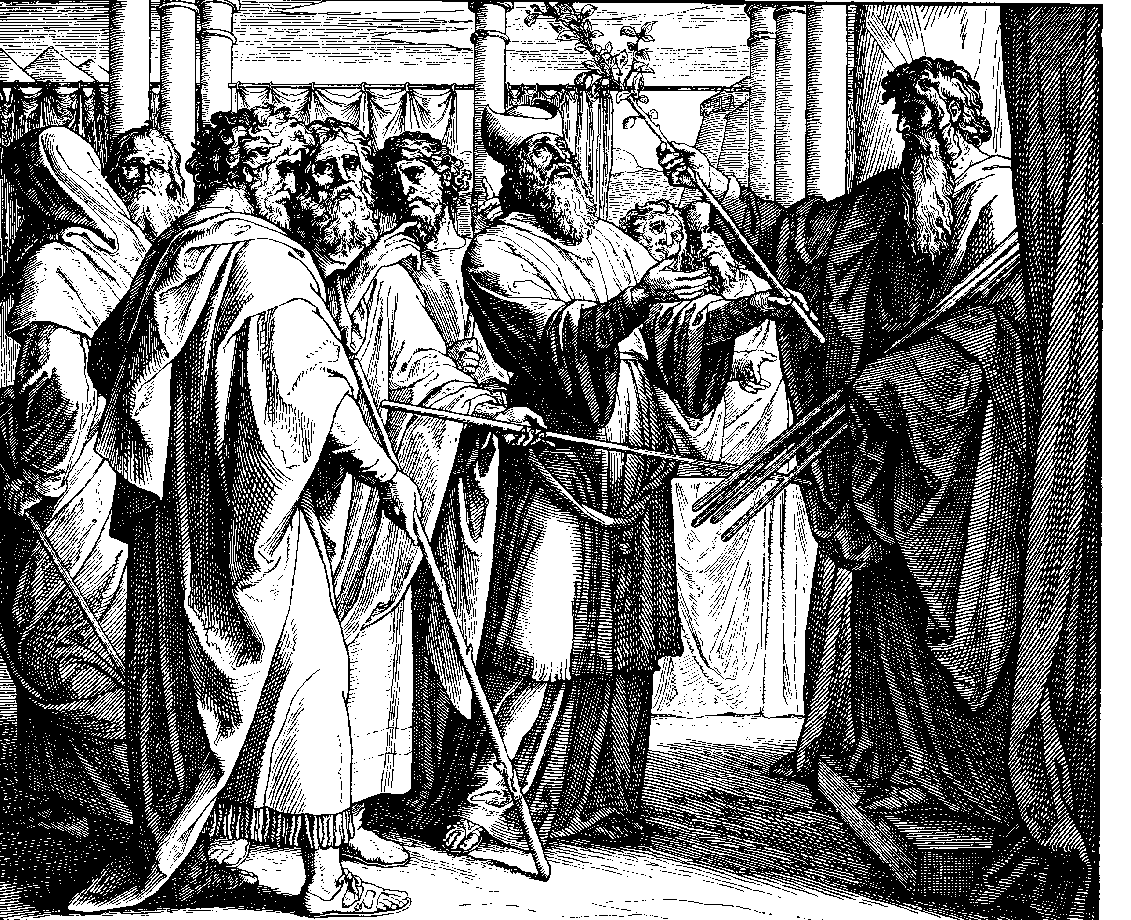
La vara d'Aaron brolla, xilografia de 1860 per Julius Schnorr von Karolsfeld.

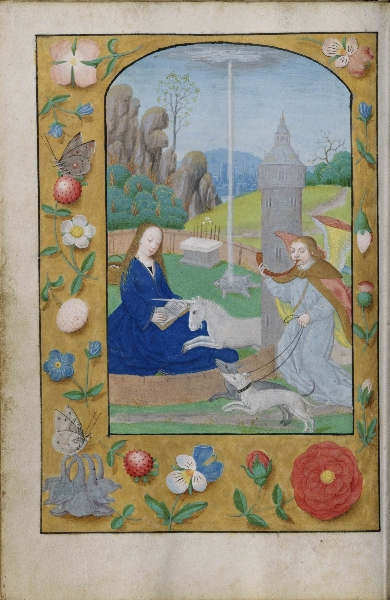
Caça de l'Anunciació de l'unicorn (vers. 1500) d'un llibre d'hores neerlandès. A lhortus conclusus, es treballa el velló de Gedeó, i l'altar de la part posterior té la vara d'Aaron que miraculosament va florir al centre. Tots dos són tipus per a l'Anunciació.